# سیارک ۲۱۶۹۸
سیارک ۲۱۶۹۸ (به انگلیسی: 21698 McCarron، نامگذاری:1999RD56) بیست و یک هزار و ششصد و نود و هشتمین سیارک کشف شده‌است که در ۷ سپتامبر ۱۹۹۹ کشف شد.
قدر مطلق سیارک برابر ۱۱.۲ است.